# Euphasiopteryx
Euphasiopteryx is een vliegengeslacht uit de familie van de sluipvliegen (Tachinidae).

## Soorten
- E. brevicornis (Townsend, 1919)
- E. dominicana (Townsend, 1919)
- E. ochracea (Bigot, 1889)
- E. reinhardi Sabrosky, 1953